# Forma normal de Kuroda

## Definição
Na linguagem formal, a gramática está na forma normal de Kuroda se todas as produções são da forma:
```
   AB → CD ou
   A → BC ou
   A → B ou
   A → α
```

Onde A,B,C e D são símbolos não terminais e α um síbolo terminal. Alguns autores omitem a terceira cláusula (A → B). Foi nomeado assim em homenagem a Sige-Yuki Kuroda, o qual originalmente chamava de gramática linearmente limitada—terminologia ainda utilizada por muitos autores.
Toda gramática na forma normal de Kuroda está na forma não contraída e portanto é possível gerar uma linguagem sensível ao contexto. Reciprocamente, toda linguagem sensível ao contexto, a qual não gere uma cadeia vazia, pode ser gerada por uma gramática na forma normal de Koruda.
Uma técnica genuínamente atribuída a György Révész transforma a gramática na forma normal de Koruda para a forma normal de Chomsky AB → CD é substituída por quatro regras sensíveis ao contexto AB → AZ, AZ → WZ, WZ → WD e WD → CD. Esta técnica também prova que qualquer gramática na sua forma não contráida, é sensível ao contexto.
Existe uma forma normal similar para gramática irrestrita, que alguns autores também a nomeia como forma normal de Kuroda.
```
   AB → CD ou
   A → BC ou
   A → a ou
   A → ε
```

Onde ε é uma string vazia. Toda gramática irrestrita é (fracamente) equivalente as gramáticas utilizando apenas produções dessa forma. Se a regra AB → CD for eliminada, como no exemplo abaixo, então são obtidas linguagens livres de contexto.

## Forma normal de Penttonen
A forma normal de Penttonen (para gramática irrestrita) é um caso especial onde A = C na primeira regra abaixo. Para gramáticas sensíveis ao contexto, a forma normal de Penttonen é como segue:
```
   AB → AD ou
   A → BC ou
   A → a
```

Para cada gramática sensível ao contexto, existe  [fracamente] uma forma normal de Penttonen.

## Leituras adicional
- Sige-Yuki Kuroda (junho de 1964). «Classes of languages and linear-bounded automata» (PDF). Information and Control. 7 (2): 207–223. doi:10.1016/S0019-9958(64)90120-2
- G. Révész, “Comment on the paper ‘Error detection in formal languages,’” Journal of Computer and System Sciences, vol. 8, no. 2, pp. 238–242, Apr. 1974. doi:10.1016/S0022-0000(74)80057-7 (Révész' trick)
- Penttonen, Martti (agosto de 1974). «One-sided and two-sided context in formal grammars» (PDF). Information and Control. 25 (4): 371–392. doi:10.1016/S0019-9958(74)91049-3